# Banff (Kanada)
Banff – miasto w zachodniej Kanadzie, w prowincji Alberta, na terenie Parku Narodowego Banff.
Miasto jest ośrodkiem przemysłu turystycznego ze względu na położone w pobliżu źródła termalne i górskie krajobrazy. Jest to też ośrodek sportów zimowych.
Liczba mieszkańców Banff wynosi 6 700. Język angielski jest językiem ojczystym dla 75,0%, francuski dla 4,5% mieszkańców (2006).